# Joslyn Barnes
Pour les articles homonymes, voir Barnes.
Joslyn Barnes est une productrice et réalisatrice américaine.

## Filmographie

### Directeur de casting
- 2008 : Prana

### Réalisatrice
- 2008 : Prana

### Productrice
- 2000 : Bàttu
- 2006 : Bamako d'Abderrahmane Sissako
- 2008 : Africa Unite: A Celebration of Bob Marley's 60th Birthday
- 2008 : Le Sel de la mer
- 2008 : Trouble the Water
- 2009 : Bande originale d'une Révolution
- 2009 : Le Temps qu'il reste
- 2010 : Oncle Boonmee, celui qui se souvient de ses vies antérieures
- 2010 : The Disappearance of McKinley Nolan
- 2011 : American Experience
- 2011 : Black Power Mixtape
- 2011 : Dum Maaro Dum
- 2012 : Highway
- 2012 : Les Etats-Unis et la drogue - Une guerre sans fin
- 2012 : Shenandoah
- 2013 : Les Femmes de Visegrad
- 2013 : The Welcome Table Project
- 2014 : Itar el-layl
- 2014 : Life Is Sacred
- 2014 : Om våld
- 2015 : Cemetery of Splendour
- 2015 : Incorruptible
- 2015 : The Strange Eyes of Dr. Myes
- 2015 : Ça change tout
- 2016 : Cameraperson
- 2016 : Shadow World
- 2016 : The Strange Eyes of Dr. Myes
- 2016 : White Sun
- 2017 : Sollers Point
- 2017 : Strong Island
- 2017 : That Summer
- 2017 : The Maribor Uprisings
- 2017 : This Is Congo
- 2017 : Tigmi Nigren
- 2017 : Zama
- 2018 : Angels Are Made of Light
- 2018 : Aquarela
- 2018 : Capharnaüm
- 2018 : Hale County This Morning, This Evening
- 2024 : Nickel Boys de RaMell Ross

### Scénariste
- 1990 : Touch of a Stranger
- 2000 : Bàttu
- 2008 : Prana
- 2024 : Nickel Boys de RaMell Ross

## Distinctions

### Nomination
- Oscars 2025 : Meilleur scénario adapté pour Nickel Boys
- (en) Joslyn Barnes: Awards, sur l'Internet Movie Database